# Juan Pacheco
Jan Pacheco, hiszp. Juan Pacheco (ur. 1419 w Belmonte, zm. 4 sierpnia 1474 w Santa Cruz koło Trujillo) – możnowładca kastylijski, wielki mistrz zakonu Santiago w l. 1467–1474, jeden z najwybitniejszych polityków hiszpańskich II połowy XV w.
Markiz de Villena (tytuł nadany przez Jana II w 1445 r.), książę Escalony (tytuł nadany przez Henryka IV w 1472 r.), pan Belmonte, hrabia de Xiquena (tytuł nadany przez Henryka IV w 1461 r.).
Syn Alfonsa Télleza Giróna i Marii Pacheco, starszy brat Piotra Girona, mistrza zakonu Calatravy. Jego rodzina miała korzenie portugalskie, ale jego dziadowie, popierający pretensje króla Jana I Kastylijskiego do tronu Portugalii, po klęsce króla pod Aljubarrota w 1385 r. wyemigrowali do Kastylii.
Jako chłopiec pozostawał w służbie jako paź u don Alvara de Luny, konetabla Kastylii, wielkiego mistrza zakonu Santiago i faworyta królewskiego.
Ożenił się z siostrą Alvara de Luny, Joanną, w 1435 r. Ślub odbył się jednak pod presją Alvaro de Luny, co stało się pretekstem do unieważnienia związku w 1442 r. przez wikariusza generalnego diecezji Segowia Diego Sancheza de Rivasa. W tym też roku poślubił Marię de Pontocarrero.
Obok Alvaro de Luny był głównym sprzymierzeńcem następcy tronu Henryka w jego walce z dominacją Infantów Aragońskich – Jana i Henryka, synów Ferdynanda I Aragońskiego – dzierżących faktyczny ster rządów w Kastylii w swoich rękach. Zjednoczone wojska Henryka, Pacheco i de Luny pokonały wojska infantów w bitwie pod Olmedo w 1445 r. W 1440 r. został ministrem Henryka IV. W 1464 r., prowadząc negocjacje nad katalońską suwerennością, zdradził interesy króla Henryka i stracił jego zaufanie oraz pozycję królewskiego ulubieńca. Czując, że w tej sytuacji pozycja drugiej po królu osoby w państwie jest niezbyt bezpieczna i pamiętając o losie innych ulubieńców królewskich, postanowił opuścić służbę u Henryka IV Kastylijskiego. W 1467 r. został wielkim mistrzem zakonu Santiago.
Był główną postacią wśród rycerzy i ludzi Kościoła, gdy doszło do podziału możnych królestwa na zwolenników króla Henryka i jego brata Alfonsa. Efektem tego była wojna domowa. I chociaż w tym sporze stał po stronie Alfonsa, optował za szybkim zakończeniem sporu i wojny, czym uzyskał przebaczenie królewskie i wrócił do łask. Nie dość tego, król obdarował go nowymi dobrami i ustanowił pierwszą po sobie osobą w państwie z jeszcze większymi uprawnieniami jak w poprzednim okresie rządów. Pacheco do końca życia mocno dzierżył ster rządów.
Kronikarze tamtych czasów opisują go jako mężczyznę średniego wzrostu, szczupłego i dobrze zbudowanego o wybitnych uzdolnieniach i wykwintnych manierach, jako człowieka statecznego, rozważnego i zrównoważonego. Mówił cicho z powodu choroby krtani, jaką przeszedł w młodości. Już jako młody człowiek swoimi przymiotami zdobywał sobie poważanie nawet u starszych od siebie.